# 2004 en Suisse

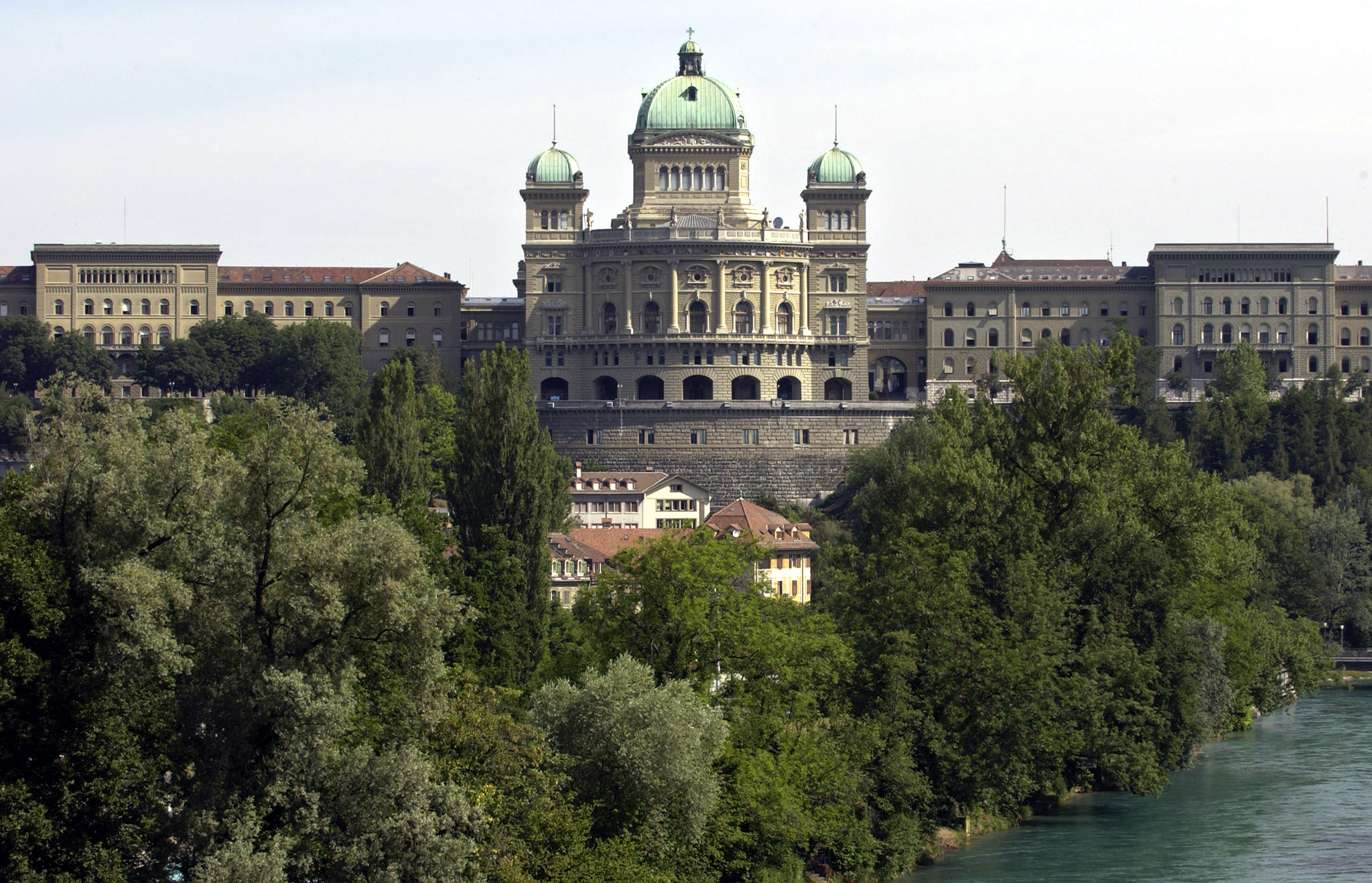
La palais fédéral suisse à Berne

 (septembre 2022).
Si vous disposez d'ouvrages ou d'articles de référence ou si vous connaissez des sites web de qualité traitant du thème abordé ici, merci de compléter l'article en donnant les références utiles à sa vérifiabilité et en les liant à la section « Notes et références ».
Chronologie de la Suisse
- 2000
- 2001
- 2002
- 2003
- 2004
- 2005
- 2006
- 2007
- 2008

2002 par pays en Europe - 2003 par pays en Europe - 2004 par pays en Europe - 2005 par pays en Europe - 2006 par pays en Europe
2002 en Europe - 2003 en Europe - 2004 en Europe - 2005 en Europe - 2006 en Europe 

## Gouvernement au 1erjanvier 2004
- Conseil fédéral[1]:
  - Joseph Deiss, (PDC/FR), président de la Confédération
  - Samuel Schmid, (UDC/BE), vice-président de la Confédération
  - Moritz Leuenberger, (PS/ZH)
  - Pascal Couchepin, (PRD/VS)
  - Micheline Calmy-Rey, (PS/GE)
  - Christoph Blocher, (UDC/ZH)
  - Hans-Rudolf Merz, (PRD/AR)

## Événements

### Janvier
- 1er janvier : 
  - Joseph Deiss prend ses fonctions de président de la Confédération.
  - le Tarmed entre en vigueur

 Mardi 6 janvier 
- Numéro un de l'assurance vie en Suisse, Rentenanstalt prend le nom de Swiss Life.

 Lundi 12 janvier 
- Le groupe Adecco, n°1 mondial du travail temporaire, a révélé, tout en restant très vague, la découverte dans ses comptes d'irrégularités dans les activités nord-américaines de Adecco Staffing, l'obligeant à repousser sine die la publication de ses résultats financiers, une annonce qui effraie les investisseurs et provoque la chute de son cours de Bourse, jusqu'à 48 % sur le marché de Zurich.

 Mercredi 21 janvier - Dimanche 25 janvier 
- Le 34e World Economic Forum se tient à Davos, avec en clôture l'intervention du vice-président des États-Unis, appelant l'Europe à soutenir « les réformes démocratiques en Iran » et « les aspirations européennes de la Turquie ».

### Février
Dimanche 8 février 
- Votations fédérales. Le peuple rejette, par 1 351 500 non (62,8 %) contre 800 632 oui (37,2 %), le contre-projet à l'initiative populaire Avanti - Pour des autoroutes sûres et performantes.
- Votations fédérales. Le peuple rejette, par 1 347 458 non (64,1 %) contre 755 561 oui (35,9 %), la modification du Code des obligations relative au bail à loyer.
- Votations fédérales. Le peuple approuve, par 1 198 867 oui (56,2 %) contre 934 569 non (43,8 %), l’Initiative populaire « Internement à vie pour les délinquants sexuels ou violents jugés très dangereux et non amendables ».
- Elections cantonales en Thurgovie. Roland Eberle (UDC), Claudius Graf-Schelling (PSS), Hans Peter Ruprecht (UDC), Bernhard Koch (PDC) et Kaspar Schläpfer (PRD) sont élus au Conseil d’État lors du 1er tour de scrutin.

### Mars
Dimanche 14 mars 
- Elections cantonales à Saint-Gall. Karin Keller-Sutter (PRD), Willi Haag (PRD), Hans Ulrich Stöckling (PRD), Josef Keller (PDC), Peter Schönenberger (PDC) et Kathrin Hilber (PSS) sont élus au Conseil d’État lors du 1er tour de scrutin.

 Jeudi 18 mars 
- En voyage en Thaïlande, le président suisse Joseph Deiss a entamé des discussions préliminaires au nom des pays de l'Association européenne de libre-échange (AELE) afin de conclure un accord de libre-échange entre ces quatre pays d'Europe occidentale et la Thaïlande d'ici à la fin de l'année.

 Dimanche 21 mars 
- Elections cantonales dans le canton d’Uri. Josef Arnold (PDC), Heidi Z'graggen (PDC), Josef Dittli (PRD), Stefan Fryberg (PRD), Markus Stadler (sans-parti) et Markus Züst (PSS) sont élus au Conseil d’État lors du 1er tour de scrutin.

 Mercredi 24 mars 
- Ouverture de négociations, dans le demi-canton de Nidwald, entre les Chypriotes grecs et les Chypriotes turcs en vue de la réunification de l'île de Chypre avant son entrée dans l'Union européenne.

### Avril
Jeudi 1er avril 
- Un train à grande vitesse ICE effectuant la liaison Dortmund-Bâle a déraillé à 15 km de la ville suisse après avoir heurté un tracteur renversé sur la voie. Trois blessés sont à déplorer.

 Samedi 10 avril 
- Pour la onzième fois de son histoire, le CP Berne devient champion de Suisse de hockey-sur-glace.

 Mercredi 14 avril 
- Mise en chantier des travaux de réfection des tunnels de Glion, sur l’autoroute A9. Durant sept mois, la circulation sera bidirectionnelle sur un tronçon de dix kilomètres.

 Dimanche 25 avril 
- Le conseil de surveillance d'Aventis se déclare favorable à l'offre de rachat de Sanofi-Synthélabo, écartant ainsi la proposition du groupe suisse Novartis.

 Samedi 24 avril 
- Décès à l’Lausanne, à l’âge de 81 ans, du cinéaste José Giovanni.

 Mardi 27 avril 
- Décès à Chexbres (VD), à l’âge de 95 ans, d’Anne Fontaine, poète et prosatrice.

 Mercredi 28 avril 
- L'alpiniste français Patrick Berhault meurt dans les alpes suisses alors qu'il essayait selon ses propos de « Gravir tous les 4 000 sommets des Alpes, ça a été le fantasme de certains alpinistes sur une vie. Avec Philippe, on avait envie de vivre ça en un seul voyage ». Ils étaient partis le 1er mars 2004 pour en gravir 82 d'affilée et à 11h20, il a fait une chute alors qu'ils marchaient sur une corniche qui s'est effondrée sous son poids. Ils étaient en train d'arriver au 66e sommet (le Dom des Mischabel (4 545 m, situé en Suisse)). Il était aussi professeur à l'École nationale de ski et d'alpinisme de Chamonix.

### Mai
Samedi 1er mai 
- Premières émissions de la nouvelle chaîne de télévision privée TVM3.

 Samedi 8 mai 
- Le mouvement autonomiste jurassien groupe Bélier a occupé la préfecture de Moutier, capitale du Jura bernois. L'occupation fut pacifique, aucune personne n'a été retenue de force, et s'est terminée 90 minutes après son commencement. Le groupe Bélier désirait montrer ainsi son opposition au statut spécial proposé par Berne, sur lequel le législatif bernois se prononcera en juin, à sa minorité francophone et lui accordant des compétences dans le domaine culturel et de l'enseignement, en lieu et place de l'autonomie revendiquée.

 Jeudi 13 mai 
- Suisse-Union européenne : les négociations bilatérales ont abouti. La Suisse accepte d'étendre graduellement la libre-circulation aux 10 nouveaux états membres, contribuera au fonds de cohésion, accentuera la lutte contre la fraude douanière, la fraude fiscale (fiscalité indirecte) en échange d'une ouverture plus grande aux produits agricoles transformés, tels le chocolat et le café, et d'une participation aux accords de Schengen et de Dublin. La Suisse prélèvera à terme un impôt de 35 % sur les revenus des fonds européens placés en Suisse, impôt rétrocédé en grande partie au pays d'origine.

 Dimanche 16 mai 
- Votations fédérales. Le peuple rejette, par 1 634 572 non (67,9 %) contre 772 773 oui (32,1 %), la modification de la loi fédérale sur l'assurance-vieillesse et survivants (11e révision de l'AVS).
- Votations fédérales. Le peuple rejette, par 1 651 347 non (68,6 %) contre 755 561 oui (35,9 %), le financement de l'AVS/AI par le biais d'un relèvement de la taxe sur la valeur ajoutée.
- Votations fédérales. Le peuple rejette, par 1 585 910 non (65,9 %) contre 821 475 oui (34,1 %), la loi fédérale sur la modification d'actes concernant l'imposition du couple et de la famille, l'imposition du logement et les droits de timbre.
- Élections cantonales à Schwytz. Georg Hess (PDC), Lorenz Bösch (PDC), Armin Hüppin (PSS), Kurt Zibung (PDC), Walter Stählin (UDC), Alois Christen (PRD) et Peter Reuteler (PRD) sont élus au Conseil d’État lors du 2e tour de scrutin.
- Élections cantonales dans le canton d’Uri. Isidor Baumann (PDC) est élu au Conseil d’État lors du 2e tour de scrutin.
- Élections cantonales à Saint-Gall. Heidi Hanselmann (PSS) est élue au Conseil d’État lors du 2e tour de scrutin.

 Mardi 18 mai 
- Visite officielle du président estonien Arnold Rüütel.

 Dimanche 23 mai 
- Le FC Bâle s’adjuge, pour la dixième fois de son histoire, le titre de champion de Suisse de football.

 Dimanche 23 mai 
- Inauguration de la nouvelle tour de verre et de béton de l’Office fédéral de la statistique à Neuchâtel.

 Lundi 24 mai 
- Construire, hebdomadaire de la Migros, change de nom pour prendre celui de Migros Magazine.

 Jeudi 27 mai 
- la Suisse normalise ses relations avec le Vatican en nommant un ambassadeur. Les relations étaient tendues depuis la nomination de monseigneur Wolfgang Haas, un Liechtensteinois proche de l'Opus Dei, comme évêque de Coire en 1988, contre l'avis des fidèles et en violant les droits séculaires du chapitre de Coire durant la procédure de nomination.

### Juin
Samedi 5 juin 
- Visite du pape Jean-Paul II à Berne à l’occasion de la rencontre des jeunes catholiques. Le lendemain, une messe est dite par Jean-Paul II sur la plaine de l'Allmend devant 70 000 fidèles.

 Dimanche 13 juin 
- Quelque 40 000 protestants participent au Jour du Christ 2004, au stade Saint-Jacques à Bâle.

 Dimanche 20 juin 
- L’Allemand Jan Ullrich remporte le Tour de Suisse cycliste

### Juillet
Vendredi 2 juillet 
- Un premier cas d'ESB a été diagnostiqué chez le zébu au zoo de Bâle. Alors que l'épizootie semble contenue chez le bœuf domestique, la maladie semble atteindre d'autres bovidés désormais, des zoos britanniques ayant diagnostiqué des cas sur des koudous, des bisons, des élands et des nyalas.

 Vendredi 23 juillet 
- Une touriste trouve la mort dans un accident de montgolfière au Musée des transports à Lucerne.

### Août
Dimanche 1er août 
- Inauguration de la nouvelle place Fédérale à Berne, ornée de 26 jets d'eau rappelant que la Suisse doit son existence aux 26 cantons qui la composent.
- Le groupe de confection lucernois Schild reprend les filiales de son concurrent bâlois Spengler.

 Samedi 7 août 
- La douzième Street Parade de Zurich a accueilli 1 million de visiteurs.

 Mardi 24 août 
- Décès à Scottsdale, à l’âge de 78 ans, de la psychiatre Elisabeth Kübler-Ross.

 Dimanche 29 août 
- Élections cantonales à Schaffhouse. Ursula Hafner-Wipf (PSS), Rosmarie Widmer Gysel (11 228) (UDC), Erhard Meister (UDC), Hans-Peter Lenherr (PRD) et Heinz Albicker (PRD) sont élus au Conseil d’État lors du 1er tour de scrutin.

### Septembre
Dimanche 5 septembre 
- 1er  Festival des musiques populaires à Moudon : 20 000 personnes assistent aux productions de 2000 musiciens venus de toute la Suisse romande.

 Dimanche 26 septembre 
- Votations fédérales. Le peuple rejette, par 1 452 453 non (56,8 %) contre 1 106 529 oui (43,2 %), l’arrêté fédéral sur la naturalisation ordinaire et sur la naturalisation facilitée des jeunes étrangers de la deuxième génération.
- Votations fédérales. Le peuple rejette, par 1 322 587 non (51,6 %) contre 1 238 912 oui (48,4 %), l’arrêté fédéral sur l'acquisition de la nationalité par les étrangers de la troisième génération
- Votations fédérales. Le peuple rejette, par 1 259 114 non (50,2 %) contre 1 247 771 oui (49,8 %), l'initiative populaire « Services postaux pour tous ».
- Votations fédérales. Le peuple approuve, par 1 417 159 oui (55,5 %) contre 1 138 580 non (44,5 %), la modification de la Loi sur les allocations pour perte de gain.

### Octobre
Lundi 4 octobre 
- Décès à Stein am Rhein (SH), à l’âge de 89 ans, de l’architecte d’intérieur et designer Willy Guhl.

 Samedi 16 octobre 
- Fusion du Syndicat de l’industrie du bâtiment (SIB), de la Fédération suisse des travailleurs de la métallurgie et de l’horlogerie (FTMH) et de la Fédération suisse des travailleurs du commerce, des transports et de l'alimentation (FCTA) pour former le nouveau syndicat Unia, qui rassemblera plus de 200 000 salariés du secteur privé.

 Jeudi 21 octobre 
- Inauguration, par les CFF, de la ligne à grande vitesse Ligne Mattstetten-Rothrist.

 Dimanche 24 octobre 
- Élections cantonales à Bâle-Ville. Christoph Eymann (PLS), Jörg Schild (PRD), Ralph Lewin (PSS), Carlo Conti (PDC) et Barbara Schneider (PSS) sont élus au Conseil d’État lors du 1er tour de scrutin.

 Samedi 30 octobre 
- À Berne, entre 10 000 et 15 000 personnes manifestent contre le dumping social et salarial à l'appel du nouveau syndicat Unia.

### Novembre
Mardi 16 novembre 
- Les 325 ouvriers et cadres de l'entreprise Swissmetal, à Reconvilier (BE), se mettent en grève pour dénoncer la politique de ce groupe industriel sur son site du Jura bernois.

 Dimanche 28 novembre 
- Votations fédérales. Le peuple approuve, par 1 104 565 oui (64,4 %) contre 611 331 non (35,6 %), la réforme de la péréquation financière et de la répartition des tâches entre la Confédération et les cantons.
- Votations fédérales. Le peuple approuve, par 1 258 895 oui (73,8 %) contre 446 662 non (26,2 %), l’arrêté fédéral sur un nouveau régime financier.
- Votations fédérales. Le peuple approuve, par 1 156 706 oui (66,4 %) contre 585 530 non (33,6 %), la nouvelle loi fédérale relative à la recherche sur les cellules souches embryonnaires.
- Élections cantonales à Bâle-Ville. Eva Herzog (PSS) et Guy Morin (Les Verts) sont élus au Conseil d’État lors du 2e tour de scrutin.
- Élections cantonales en Argovie. Peter Beyeler (PRD), Kurt Wernli (sans parti), Roland Brogli (PDC), Rainer Huber (PDC) et Ernst Hasler (UDC) sont élus au Conseil d’État lors du 1er tour de scrutin.

 Mardi 30 novembre 
- Visite officielle du président algérien Abd El-Aziz Bouteflika.

### Décembre
Dimanche 5 décembre 
- À 2 h 52, un séisme d'une magnitude estimée à 4,9 frappe le sud-est de l'Allemagne, l'est de la France et la Suisse. L'épicentre se situe vers Fribourg-en-Brisgau. Très peu de dégâts, aucune victime.

 Mercredi 8 décembre 
- Samuel Schmid (UDC) a été élu président de la confédération suisse pour 2005. Le vice-président sera Moritz Leuenberger (PSS).

 Dimanche 12 décembre 
- Avec l'entrée en vigueur de Rail 2000, les CFF procèdent au plus grand changement d'horaire de leur histoire. Les principales villes sont désormais reliées plus rapidement.

 Mercredi 15 décembre 
- À Genève, inauguration de la ligne de tramway 15, de la gare Cornavin aux Acacias.

 Dimanche 26 décembre
* À la suite d'un tremblement de terre survenu à 00 h 58 UTC au large de l'île indonésienne de Sumatra et au tsunami qu'il a déclenché dans l'océan Indien, la mer d'Andaman, jusqu'aux côtes africaines, de nombreux touristes suisses sont morts ou portés disparus. L'ampleur de la catastrophe est sans précédent.

## Décès
- 19 janvier : Walter Hagmann, 72 ans, conseiller national (1963-1975)
- 1er février: O. W. Fischer, 89 ans, acteur allemand, résidant au Tessin depuis les années 1960
- 7 février : Willi Gautschi, 84 ans, historien
- 24 février?: Rudolf von Albertini, 80 ans, historien
- 11 mars : Hans Gygax, 98 ans, écrivain
- 17 mars : Monique Laederach, 65 ans, écrivain
- 29 mars : Peter Ustinov, 82 ans, acteur
- 31 mars : Hedi Lang, 72 ans, 1re femme à présider le conseil national, membre du gouvernement zurichois
- 15 avril : Hans Gmür, 77 ans, théâtre
- 17 avril : Edmond Pidoux, 95 ans, écrivain
- 24 avril : José Giovanni, 80 ans, écrivain, producteur
- 1er mai: Felix Haug, 52 ans, musicien
- 16 mai : Andreas Dürr, 70 ans, conseiller national (1970-1983)
- 24 mai : Karl Bachmann, 88 ans, homme politique, conseiller national de Schwyz dans les années 1960
- 28 mai : Carlos Grosjean, 85 ans, ancien conseiller d'État et conseiller aux États
- 30 mai : Christian Staub, 85 ans, photographe
- 4 juin : Werner Spross, 79 ans, homme d'affaires
- 6 juin : Louis Conne, 98 ans, sculpteur et graphiste
- 9 juin : Roland Ruffieux, c. 81 ans, historien
- 15 juin : Ulrich Inderbinen, 103 ans, guide de montagne
- juin : Riccardo Anselmi, 58 ans, musicien
- juin : Rolf Wüthrich, 65 ans, footballeur
- 30 juin : Paul Bürgi, 83 ans, homme politique, parlementaire du canton de Saint-Gall (1959-1987)
- 1er juillet: Ettore Cella, 90 ans, acteur, écrivain, traducteur
- 4 juillet : Jean-Marie Auberson, 84 ans, chef d'orchestre
- 14 juillet : Hans A. Pestalozzi, 75 ans, écrivain, manager, critique social
- 17 juillet : Alfred Hofkunst, 61 ans, artiste
- 17 août : Clo Duri Bezzola, 59 ans, écrivain Romanche
- August: Walo Bertschinger, construction entrepreneur
- 22 août : Ota Šik, 84 ans, économiste et homme politique tchèque, professeur à l'Université de Saint-Gall
- 24 août : Elisabeth Kübler-Ross, 78 ans, psychiatre
- 28 août : Sigi Feigel, 83 ans
- 29 septembre : Alberto Camenzind, 90 ans, architecte
- 2 octobre : Robert Leuenberger, 88 ans, théologien, président de l'Université de Zurich, père de Moritz Leuenberger
- 4 octobre : Willy Guhl, 89 ans, designer
- 8 octobre : Rico Weber, 62 ans, artiste
- 15 octobre : Walter Bretscher, 66 ans, journaliste
- 16 octobre : Mario Santi, 63 ans, commentateur sportif
- 22 octobre : Jean-François Leuba, 70 ans, homme politique
- 30 octobre : Ernst Cincera, 77 ans, conseiller national
- 4 novembre : Beat Tschümperlin, 50 ans, homme politique (Nidwald)
- 8 novembre : Davy Sidjanski, 49 ans, éditeur
- 16 novembre : Hans Künzi, 80 ans, politicien
- 21 novembre : Uwe Scholz, 45 ans, chorégraphe, directeur du ballet de l'Opéra de Zurich (1985-1991)
- 26 novembre : Hans Schaffner, 96 ans, ancien membre du conseil fédéral
- 27 novembre : 7 pompiers à Gretzenbach
- 1er décembre : Rudolf Gisler, 62 ans, homme politique (canton de Glaris)
- 16 décembre : Dietrich Schwanitz, 64 ans, écrivain allemand, enfance en Suisse
- 17 décembre : Gyula Marsovszky, 68 ans, moto
- 18 décembre : Marcel Pasche, 73 ans, ancien manager d'Edipresse, rédacteur en chef de 24 heures.
- décembre : Heinrich (Heini) Gränicher, 71 ans, professeur en physique expérimentale
- 22 décembre : Peter Schärer, 71 ans, Université de Zurich
- 26 décembre : Otto Marchi, 62 ans, écrivain, victime du tsunami en Asie
- 28 décembre : Aldo Zappia, 80 ans, footballeur